# Kateřina Emmons
Kateřina Emmons (Plzeň, 17 de novembro de 1983) é uma atiradora esportiva checa. Emmons conquistou a medalha de ouro na prova de Carabina de ar feminino do Tiro esportivo nos Jogos Olímpicos de 2008.
Antes de se casar com o também atirador Matt Emmons, seu nome era Kateřina Kůrková.